# Symplocos baehnii
Symplocos baehnii är en tvåhjärtbladig växtart som beskrevs av Macbride. Symplocos baehnii ingår i släktet Symplocos och familjen Symplocaceae. Inga underarter finns listade i Catalogue of Life.